# 대왕 가
대왕 가는 전국시대 조나라의 마지막 군주이다. 도양왕의 장남으로 원래 왕위를 이어야 했으나 도양왕이 창기를 사랑하여 낳은 아들 천을 대신 태자로 세워 왕위 계승에서 밀려났다. 기원전 228년에 조왕 천이 진나라의 공격으로 항복하자 북동쪽의 대 땅으로 달아나 왕위에 올랐다. 따라서 대나라를 세운 것이 아니므로 엄밀하게는 조왕 가라고 불러야 한다. 조왕 천의 시호를 유목왕, 유민왕으로 내리고 연나라와 연합해 진나라에 대항하였다. 이때 연나라 태자 단과 형가의 진시황 암살 기도가 실패하자 연왕 희에게 연통을 넣어 태자 단의 수급을 바쳐 공격을 피하자고 제안하기도 했다. 그러나 기원전 222년 진나라가 대나라와 연나라를 원정하였고, 대왕 가는 연나라로 달아나다가 사로잡혀 끌려가던 중 자결하였다. 이로써 조나라가 완전히 멸망하였다.